# 결정적 시기 가설
결정적 시기 가설(critical period hypothesis, CPH)은 언어 습득에는 결정적 시기가 있다는 언어학 및 심리학 가설이다. 언어 학습에 결정적 시기가 있다는 이 가설(假說)은 1967년 미국의 언어학자 에릭 레너버그(Eric Lenneberg) 교수가 《언어의 생물학적 기초》 라는 책에서 언급한 후 대중에게 널리 알려지게 되었다. 에릭 레너버그는 2세부터 사춘기까지의 기간이 '언어 습득의 결정적인 시기'이며, 이 시기가 지나면 제1언어(모국어, L1)를 습득할 수 없고, 같은 이유로 인해 제2언어(외국어, L2) 역시 원어민만큼 유창하게 구사할 수 없다고 주장했다.
이 가설(假說)은 언어중추의 성장이 만 14세경에 종료된다는 의학적 연구 결과가 발표된 후, 뇌의 성장과 발달 정도에 따라 언어 습득의 이상적인 최적기가 존재한다는 주장의 주요 근거가 되고 있다. 또한 사회로부터 격리된 후 고립된 채 성장한 야생아동(Feral child)들에게 나타나는 모글리 신드롬(Mowgli Syndrome)으로 인해 설득력을 얻고 있다.
한편, 외국어(특히 영어) 조기 교육 찬성론자들은 촘스키의 '생득설' 과 '결정적 시기 가설'을 자신들의 주장의 주요 근거로 삼고 있다. 그러나, 언어 습득 능력이 생물학적인 나이와 깊은 관련이 있다는 주장은 오랜 동안 논쟁중인 주제에 속할 뿐으로 명쾌하게 검증된 바는 없다. 또한 성인이 언어학습의 어려움을 겪는 이유에 대해서는 '퇴화설'과 '방해설' 그리고 뇌의 '신경 가소성' 이론 등이 제시되며 반박과 비판을 받고 있다.

## 개요

### 결정적 시기
성장과 변화가 존재하는 생명체에게 '결정적 시기' 란, 성장의 과정에 있어서 각 단계별로 필수적으로 조성되거나 주어져야 하는 자극, 조건, 환경이 있기 마련인데, 이를 통해 어떤 심리적 특성이나 행동, 언어 등이 획득되고, 그 시기가 지나면 이런 것들을 획득 할 수 없다는 발달의 비가역적 성질에 의한 시기적인 제한성이 존재하는 특정기간을 말한다. 이 결정적 시기란 언어 습득에만 적용되는 것이 아니고, 생물학적으로 결정되는 모든 행동 습득에 적용되는 가설(假說)이다. 또한 이 특정시기가 경과된 후에는 이 기간 중에 발생하는 일들이 훗날의 추가적인 노력으로는 대체가 불가능하기 때문에 기회를 놓치지 말아야 한다는 점에서 민감기(敏感期, sensitive period)와는 차이가 있는 개념이다.
그 기간이 매우 짧은 경우도 존재하는데, 주로 조류의 경우에 출생 후 처음으로 대면한 성체가 숫컷이거나 이종(異種)이라 할지라도 각인(刻印) 현상이 발생하여 그 대상을 어미로 간주하게 되고, 이후 지속적으로 따르는 모습을 볼 수 있다. 또한, 노랑턱맷새의 경우 생후 20일에서 50일 사이인 30일 동안 울음소리를 배울수 있는 기간인데, 이 시기를 놓치게 되면 정상적으로 우는 법을 배우지 못하게 되고, 짝을 유혹하지 못해 번식의 기회를 얻지 못한다.
한편, 노랑턱맷새는 녹음된 테이프를 통하여 울음소리를 배울 수 있으나, 금화조는 테이프를 통한 학습이 힘들고 진짜 새울음소리를 들려주어야 한다. 성조(成鳥)에 의한 상호작용과 사회적 자극이 있어야만 학습이 이루어지는 것이다. 새끼 금화조에게서 관찰되는 또 다른 점은, 가령 십자매가 먹이를 날라다 주면, 설령 주변에 어른 수컷 금화조가 올바른 울음소리를 들려줄지라고 새끼 금화조는 십자매 울음소리를 배우게 된다.
새끼 고양이 실험에서도 결정적 시기에 대한 단서를 관찰할 수 있다. 생후 30일부터 80일까지의 50일 동안에 새끼 고양이의 한쪽눈에 눈가리개를 해버리면 적절한 시각적 자극을 경험하지 못하게 되어 시신경이 성장하지 못하게 되고 이후에는 죽을때까지 눈가리개를 했던 눈으로는 앞을 보지 못하게 된다. 이와같이 대체 불가능한 절대적인 생물학적인 시계가 존재하기 때문에 이 시기에는 반드시 적절한 자극이 제시 되어야만 한다.
사람의 경우에 성장에 따른 언어, 심리, 인지, 신체 발달에는 결정적 시기가 있다고 인정되며, 이러한 시기를 놓칠 경우 미흡한 상태에 머무르게 된다. 결정적 시기가 언제이며 그 영향력의 정도, 발달 속도 등은 영역과 개인에 따라 차이가 있는데, 이는 유전과 환경 등에 영향을 받기 때문이다. 이로 인해 발달심리학자들간에 의견이 일치되지 않은 상태이다. 에릭 에릭슨(Erik H Erikson)은 유아기가 기본적 신뢰감을 형성하는데 결정적 시기라고 하는 반면, 피아제(Piaget)는 이 시기가 감각운동적 사고를 획득하는데 결정적 시기라고 주장하는 것이 대표적인 경우에 해당한다.
오스트리아의 정신분석학자 지그문트 프로이트(Sigmund Freud)는 태어날 때부터 5세까지의 다양한 외부 자극의 경험이 아동의 성격과 무의식의 발달에 결정적인 영향을 준다고 보았다. 신경과학에서는 뇌의 발달이 급속하게 이루어지는 유아기에 영양 공급과 외부 자극이 충분하고 적절하지 않으면 뇌의 성장이 지체될 수 있다고 보고되어 있다.

### 결정적 시기 가설

전두엽(파랑), 두정엽(노랑), 측두엽(초록), 후두엽(빨강)

대뇌좌반구 전방쪽의 브로카 영역 (Broca)과 베르니케 영역(Wernicke)

1967년에 미국의 언어학자 에릭 레너버그(Eric Lenneberg) 교수는 신경생리학자인 펜필드와 로버트가 1959년에 주장한 '대뇌유연설'을 기초로 하여 언어습득에도 결정적 시기가 있음을 언급함으로써 이 가설(假說)이 대중에게 널리 알려지기 시작하였다. 그는 자신의 저서 《언어의 생물학적 기초》를 통해서, 언어습득은 생물학적으로 제약이 있으며 '결정적 시기' 가 시작되는 초기에는 두뇌의 미성숙으로 언어습득이 어렵고, '결정적 시기' 가 끝난 후에는 두뇌의 적응력과 재편성 기능을 잃어버림으로써 언어를 쉽게 배울 수는 없다고 주장하였다.
따라서 그는 단순히 어떤 한 언어에 노출됨으로써 자동적으로 언어를 습득하는 것은 이차성징이 나타나는 사춘기가 지나면 사라지는 것으로 보이며, 그 이후에 언어를 배우는 것은 상당한 노력을 기울여야 하고, 의식적으로 배워야하기에 힘이 들고, 어린시절부터 배운 사람과는 달리 유창하게 말하는 것이 어렵다고 보았다.
또한 그는 사춘기가 시작되는 13~15세 이전에 적어도 하나 이상의 언어를 접하여 습득하도록 해야 하는데, 이 시기를 놓침으로 인해서 모국어 습득에 실패한 경우에는 추후에 어떠한 언어도 습득 자체가 불가능하게 되어 버린다고 주장하였다.
언어중추의 하나인 브로카 영역이 있는 전두엽의 성장과 베르니케를 포함하고 있는 측두엽의 성장에 대해서는 미국 캘리포니아 대학(USC)의 폴 톰슨(Paul M. Thompson)교수를 비롯한 제이 지드(Jay N. Giedd)박사 그리고 로저 우즈(Roger P. Woods)박사등이 핵자기공명영상장치(NMR)를 이용해 3살부터 15살연령의 어린이 뇌의 성장 과정을 4년 동안 추적한 자료를 2000년 3월 네이처지에 발표한적이 있는데, 이후 이 자료에 실린 뇌 성장 지도가 언어학습에 있어서 '결정적 시기' 가 있다는 가설의 주요한 근거로 제시되고 있다. 이 연구에 따르면 3세부터 6세 사이에는 브로카를 포함한 전두엽이 발달하고, 6세에서 13세까지는 두뇌의 성장이 앞 부분에서 점진적으로 베르니케가 있는 측두엽으로 옮겨가며, 약 14세 전후 시기에 측두엽의 성장이 종료되는 것을 볼 수 있다.

## 임상 관찰

### 모글리 증후군
1937년, 프랑스에서 약7세 전후로 야생에서 구출된 이자벨(Isabelle)과 2008년에 러시아에서 편모의 정신병으로 인해 십 수마리의 새와 토끼 등 가축들 사이에 방치되었던 7살짜리 버드보이(Bird boy)는 언어습득이 가능하여 정상인으로 성장한 사례가 있다. 그러나 1970년 10월에 미국에서 부친의 학대로 13년간 고립돼 있다가 구출된 ‘지니’(Genie)라는 소녀가 있었는데, 미국정부의 노력과 10여년의 재활프로그램에도 불구하고 언어습득에 큰 어려움을 겪은 안타까운 사례가 있다. ‘지니’(Genie)는 띄엄띄엄 몇 개의 단어만을 말하는 것이 가능했을 뿐 정상적인 문장으로 말하는 것을 매우 힘들어했다.
또한 1799년에 약12세로 추정되는 프랑스 야생소년 빅토르(Victor)는 언어 습득 및 사용이 불가능했다. 31세 때 농아상태로 발견된 첼시의 경우는 학대를 받지는 않았으나, 저능아와 농아로 잘못된 진단을 받은 후에 방치되므로 인해, 듣는 능력을 상실하였고 말도 하지 못했다. 이후 듣는 능력을 회복하였으나 언어능력을 완전히 회복하는 데는 큰 어려움을 겪었다. 언급된 사례에서 보듯이 1차 및 2차성징기간을 각각 전후하는 과정의 시기에서 언어습득의 주요한 변화가 일어난다는 것에 대해 언어학자나 심리학자들은 동의하고있다. 그러나 이는 언어습득에 있어서 '결정적 시기'(critical period)라는 하나의 중요한 요인으로서 언급되며 또다른 주요한 요인들의 상호 연관성에 기반하는 유전적 요인과 환경적 요인이 동등하다는 언어습득의 다양한 측면을 전제하고 있다.
상기 사례와 같이 매우 어린 나이 때부터 사람과의 접촉이 거의 없거나 사회에서 완전히 격리된 환경에서 자란 아이들을 야생아동(野生兒童, Feral child) 이라 한다. 이 아이들은 충분한 사람의 보살핌과 사랑을 받아 본적이 없고 언어습득이나 사회적 행동양식을 배울 기회가 박탈 당한채 인간 사회에서 격리돼서 성장했으며, 때로는 야생동물의 보호를 받고 성장한 경우도 있는 것으로 알려져 있다. 이들은 언어교육을 받더라도 언어능력, 특히 문법에 따른 온전한 문장 완성 능력이 현저히 떨어졌다. 또한 사회화 교육을 해도 인간과 소통하는 능력을 쉽게 갖추지 못하며 직립보행을 힘들어하기도 하고 정상적인 삶을 살지 못한채 요절하는 경우가 많았다. 이러하듯 사회성을 회복하지 못하는 현상을 모글리 신드롬(Mowgli Syndrome)이라고 하는데, 영국의 러디어드 키플링이 쓴 정글북에 나오는 주인공의 이름인 모글리에서 그 명칭을 따온 것이다.
야생아동(Feral child)들이 오랫동안 고립된 후 자연어를 배우는 능력이 저하된 것은 종종 언어 학습을 위한 '결정적 시기 가설'(critical period hypothesis)을 뒷받침하는 근거로 받아들여지고 있다. 그러나 한편에서는 야생동물의 양육을 받았다는 명확한 근거가 없는 경우가 많으며, 자폐증이나 청각 장애 또는 지적 장애 등이 있거나, 그런 것들로 오진 된 상태에서 격리 후 양육된 결과 또는 학대로 인한 정서적 트라우마인 것으로 밝혀지기도 했다. 또한 후원금 모집을 위한 사기라는 주장도 존재하고 있다.

### 이민자의 언어능력

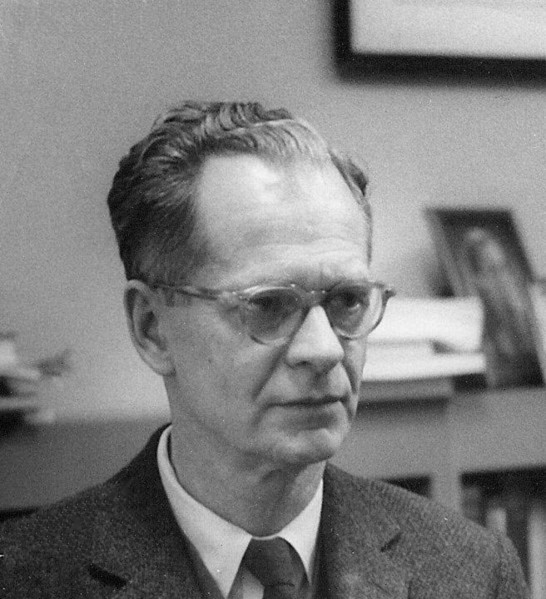
B.F. 스키너 (1904~1990)

중국계와 한국계 미국 이민자를 대상으로 한 영어 문법 시험을 실시한 결과, 이주 연령과 영어 능력 간의 관계가 16세라는 특정 연령대를 기점으로 뚜렷한 차이를 보였다. 이주한 시기가 3-7세인 자는 원어민과 같은 수준의 문법 점수를 얻었지만, 16세 이후에 이민간 사람은 문법 점수가 극심하게 저조했을 뿐만 아니라 16세 이후 이주자간에는 언제 미국에 건너왔는지가 문법 점수에 영향을 주지 않았다. 이와 같은 사례는 언어 습득에 결정적이고 민감한 시기가 있다는 근거로 제시되고 있다. 또한 이는 나이와 무관하게 선택적 강화와 처벌을 통한 조건적 조작과 모방으로 교정하면서 언어 학습이 이뤄진다고 보는 스키너(Skinner) 같은 행동주의 학자들의 주장과 반대되는 결과이기도 하다.

### 실어증 회복
실어증(失語症)은 청각기관이나 조음기관에는 이상이 없으나 언어중추 상에 문제로 인해 언어활동에 장애를 보이는 증세를 말한다. 언어중추에는 언어의 이해와 입력을 담당하는 베르니케 영역과 출력인 말하기를 담당하는 브로카 영역이 있는데, 좌반구 측두엽에 위치한 베르니케 영역이 손상되면 타인의 말을 알아듣지 못하며, 글로 표현된 언어 역시 의미를 이해하지 못한다. 또한 유창하지만 의미를 알 수 없는 말을 하는 증상이 나타나는데, 이를 베르니케 실어증이라 한다. 브로카 영역에 문제가 발생하면, 언어를 이해하는 데는 문제가 없지만, 말을 하거나 표현하는 데 어려움을 보인다.
1959년에 '대뇌유연설'을 발표한 신경생리학자 펜필드(Wilder Penfield)는 사고나 뇌종양 등으로 언어 기능을 상실한 경우에 성인보다는 사춘기 이전의 아동들이 더 빠르고 잘 회복한다는 임상결과도 보고하였다. 이런 결과에 대해서 그는 아이들의 두뇌가 유연할 뿐만 아니라 적응력이 높아 언어를 배우는 데 매우 효과적이기 때문이라고 주장하였다.

### 뇌의 활성 영역
이중언어 구사자 중에 실어증 환자가 되었을때 매우 특이한 점이 발견되었다. 한 언어에 대해서만 언어장애가 관찰되거나, 회복 속도가 언어별로 다르게 나타난 것이다. 이로 인해 각 언어마다 뇌의 다른 영역을 사용한다는 가설이 제기되었다. 따라서 이중언어 구사자를 대상으로 한 뇌의 활성화 영역 연구가 진행되었는데, 결정적 시기에 공부를 시작한 외국어 조기 학습자와 성인이 된 후 시작한 후기 학습자 간에 뚜렷한 차이점을 보였다. 자기공명영상장치(fMRI)를 이용하여 두뇌를 관찰한 결과에 따르면, 모국어와 외국어 사용시 조기 학습자는 브로카의 동일한 영역을 사용하였으나, 후기학습자는 브로카 영역에서 공간적으로 분리된 다른 부분을 사용하였다. 또한 후기 학습자는 조기 학습자보다 활성화 되는 부분이 넓게 나타났다.
결론적으로 조기학습자는 외국어와 모국어를 단일영역에 저장하며 외국어를 단순히 의사표현 수단인 언어라는 분류하에 모국어와 동일하게 취급하였고, 후기 학습자는 외국어라는 구별됨을 통해 다른 공간에 저장하였기에 추론하는 과정이 추가되고 이에 따라 뇌가 활성화 되는 영역이 더 넓었다는 추론이 도출되었다. 물론, 이런 연구에 대해 반대되는 연구 결과도 많이 있으며, 학습의 시기보다는 환경, 노출 강도와 시간 등 많은 다른 요소가 작용한다는 주장도 제기되고 있다.

## 반박과 비판
외국어 학습에서 중요한 요인으로 나이보다는 학습 동기, 주변 환경, 조건, 노출시간, 노출강도가 더 중요한 역할을 한다는 연구는 많다. 그럼에도 불구하고 이 가설은 1979년에 발표된 촘스키의 생득설과 함께 한국에 들어와 학부모들에게 매우 큰 충격을 주었다. 영유아 영어교육 붐이 일고 있던 시기와 맞물리면서 특정한 시기에 영어를 배우지 못하면 훗날 힘들게 배울 수 밖에 없다고 받아들였기 때문이다. 그러나 결정적 시기를 놓친 사람이라도 외국어를 배워서 능숙하게 구사하는 사례는 얼마든지 있다. 반대로 어렸을 때 외국어를 배웠다고 해서 어른보다 외국어 사용 능력이 반드시 우수한 것도 아니다.
이 가설에 대한 검증은 연구 대상이 ‘인간’ 이라는 고유성 때문에 쉽게 진행하기 어렵다. 특정한 사람을 대상으로 한 인위적인 실험은 피실험자의 인생에 큰 영향을 미치는 일이어서 사실상 불가능하기 때문이다. 따라서 자연적으로 발생한 사례를 바탕으로 추정이 가능할 뿐이다. 충분한 검증이 아직까지 이루어지지 않은 가설일 뿐이기에 맹신속에 성급한 일반화의 오류를 일으킬 경우에 매우 심각한 문제를 초래할 수도 있다.
성인의 언어학습이 아동의 경우와 달리 어려움을 겪는 이유에 대해서는 '퇴화설'과 '방해설'이 제시되어 '결정적 시기 가설'을 반박하고 있다. 퇴화설은 나이가 들수록 언어중추에 해당하는 뇌가 노화현상으로 기능이 약해짐으로 인한 퇴화가 언어학습을 힘들게 한다는 이론이다. 방해설은 노화현상에 기인한 것보다는 심리적인 이유로 인해 방해를 받는다는 이론이다. 선행학습된 문법지식, 본래 머리가 나쁘다거나 또는 나이 때문에 힘들 것이라는 잘못된 편견이 방해를 한다는 것이다. 또한 뇌는 '신경 가소성'이 존재하므로 성인의 언어습득이 아동의 경우와 큰 차이가 없다는 주장도 존재한다.
위에서 언급된 미국 이민자를 대상으로 한 영어 문법 검사의 사례는, 중국계와 한국계 미국 이민자를 대상으로 한 실험에서 나타난 결과라는 데에서 한계가 있다. 남미 출신 이민자들을 대상으로 한 실험에서는, 중국계와 한국계 이민자의 경우에서처럼 16세를 기준으로 영어 문법 점수차가 뚜렷하게 드러나지 않았다. 따라서 쉽게 '결정적 시기 가설' 의 필요충분한 근거로는 볼 수 없다. 다만 남미계 이민자들 역시 이주시점의 나이가 많을수록 문법 실력이 저조한 경우가 어린 나이에 이주한 이들보다 좀 더 많았다.

## 절대음감
절대 음감(absolute pitch) 습득의 경우에도 결정적 시기가 있는 것으로 보인다. 또한 중국어처럼 음의 높낮이에 따라 단어의 의미가 달라지는 언어가 모국어인 사람의 경우 절대 음감 습득 비율도 높다. 한편 무성음과 유성음의 변별능력 습득 또한 같은 맥락으로 잘 알려져있다. 그러나 제1모국어(L1)를 습득한 경우에서 제2외국어(L2)습득에 결정적인 시기가 어떻게 작용하는지에 대해서는 인지기능이나 지능을 포함하는 너무 많은 요인간의 상호 영향을 주는 연관관계에서 구체적으로 밝혀진바 없으며 또한 결정적 시기에서와 성인기의 외국어 습득 및 처리과정이 다를수있다는 점을 감안하더라도 외국어 환경에 집중적으로 노출되는 등의 주요 요인이 결정적 시기만큼이나 동등하게 중요한 자원으로 작용할 수 있다는 제안이 제기되고있다.

## 같이 보기
- 모글리 현상
- 언어습득
- 야생아동
- 절대 음감
- 심리언어학
- 베르니케 영역
- 브로카 영역
- 에릭슨의 심리사회 발달의 단계